# Savojkål
Savojkål (Brassica oleracea var. sabauda) är en varietet  av arten Brassica oleracea. Den har skrynkliga gröna blad
och har uppkallats efter Savojen i dagens Frankrike.

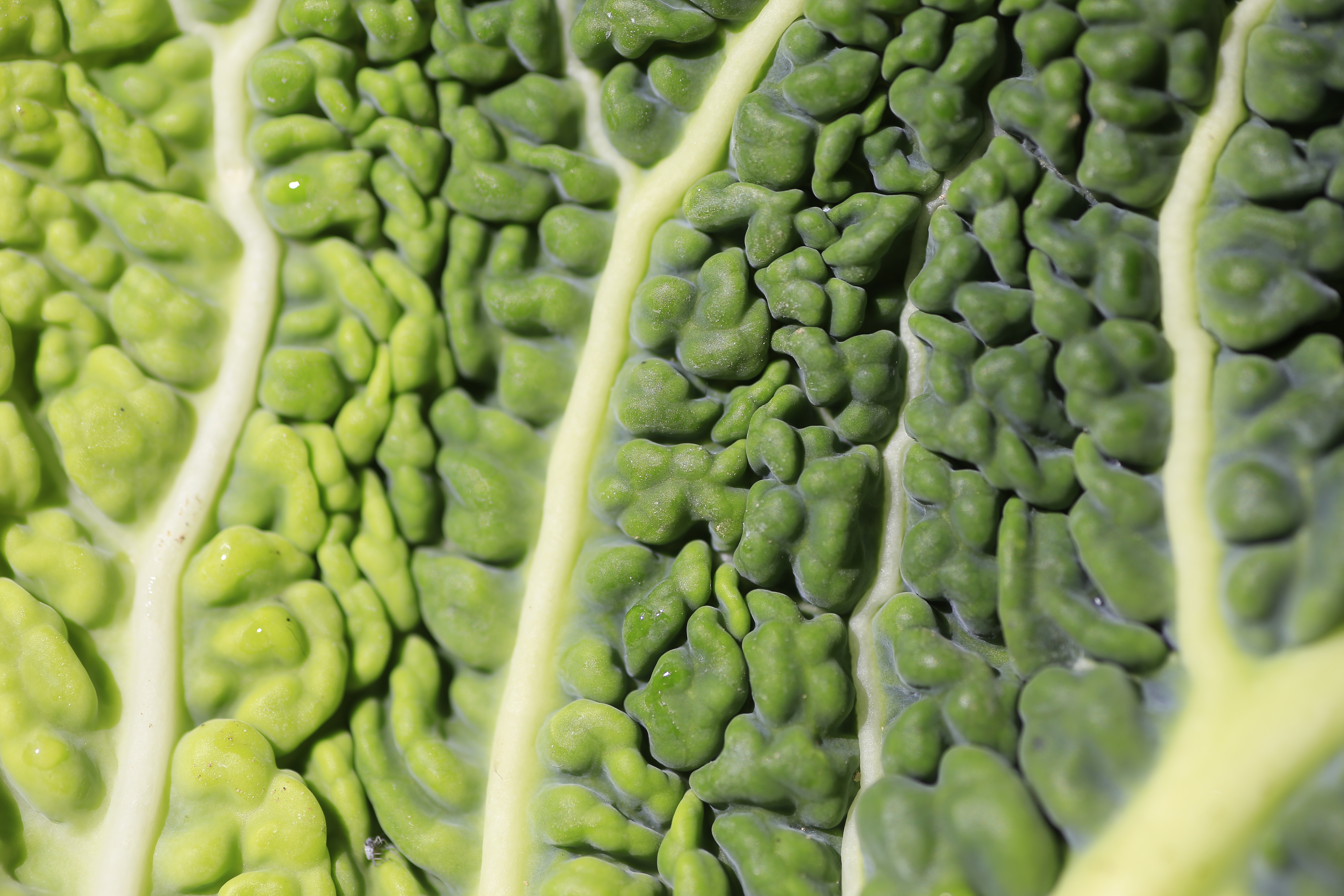
Bladens övre epidermis

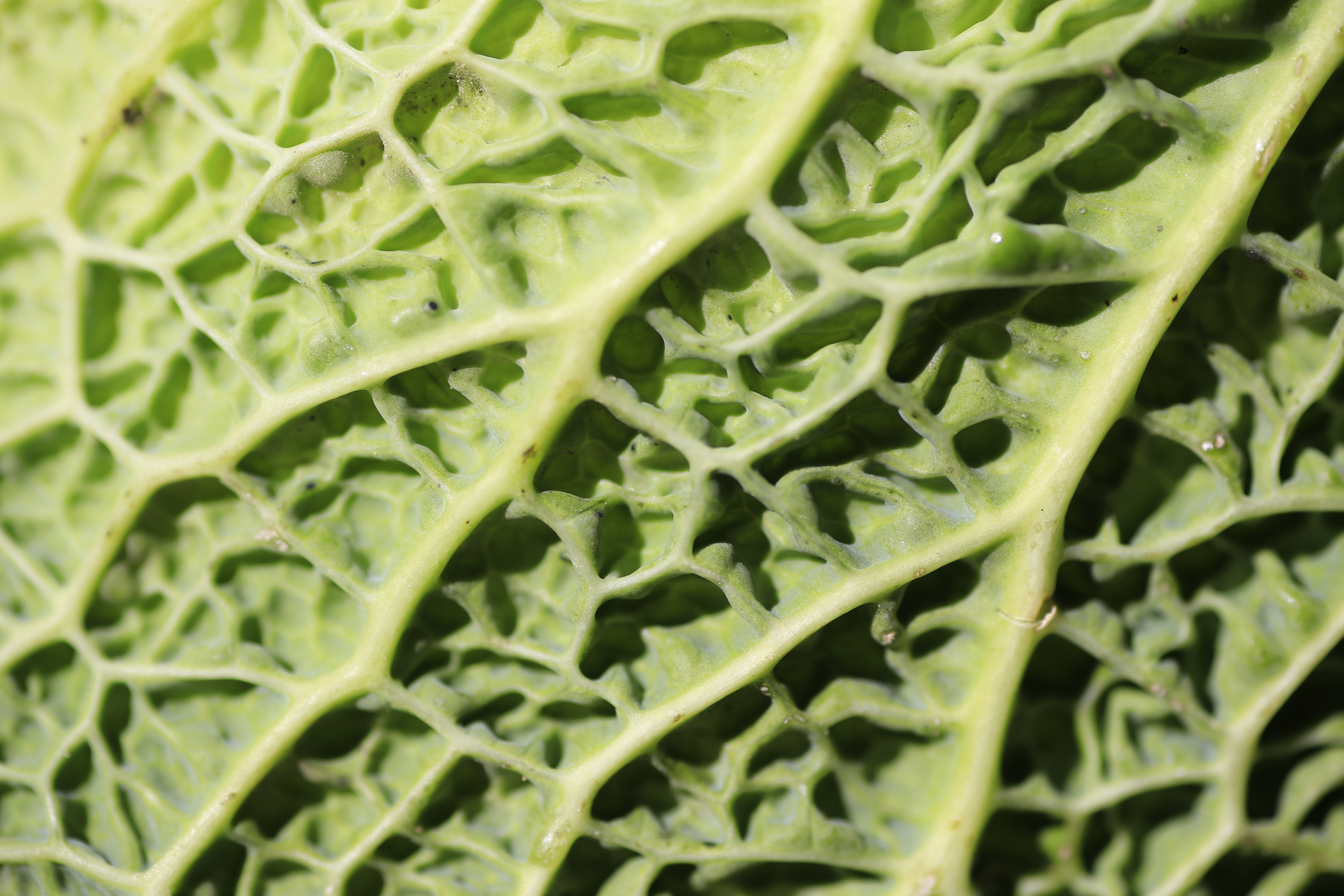
Bladens undre epidermis